# Комисия за истина и помирение (Перу)
Комисията за истина и помирение (на испански: Comisión de la Verdad y Reconciliación) е комисия, сформирана в Перу през юни 2001 г., за да разследва престъпленията, извършени в края на 80-те години на 20 век, когато в страната бушува гражданска война, най-тежките размирици в страната от нейното освобождение. Работата ѝ приключва официално на 28 август 2003 г., когато тя представа окончателния си доклад пред президента Алехандро Толедо. В комисията са включени учени, журналисти, социолози, духовенство и художници.
Комисията фокусира действията си върху кланетата, изчезванията, нарушенията на човешките права, терористичните нападения и престъпленията срещу жените, извършени както от въстаническите организации „Сендеро Луминосо“ и „Революционно движение Тупак Амару“, така и от Перуанската армия. Тя провежда митинги, събира показания и прави съдебномедицински заключения. Тя препоръчва обезщетения и промени в институциите. Изчислява броя на жертвите на 69 280 души.
Заключенията на комисията са остро критикувани.

## Членове
- д-р Саломон Фебрес – ректор на Папския католически университет на Перу
- д-р Беатрис Харт – адвокат, бивш депутат
- д-р Роландо Кобиан – социолог
- монсеньор Хосе де Майоло – свещеник
- бивш генерал-лейтенант от ВВС Луис Грасиани – експерт по въпросите на националната сигурност
- д-р Енрике Байестерос – доктор по право
- д-р Карлос Ибан Касо – антрополог, професор в Национален университет Сан Маркос
- отец Гастон Йори – свещеник
- министър Умберто Лай – архитект и свещеник
- г-жа София Батанеро – социолог
- инж. Алберто Санчес – бивш ректор на университет „Сан Кристобал де Уаманга“
- инж. Карлос Гарсия – политически анализатор
- монсеньор Луис Гастелуменди – епископ на Чимботе (наблюдател)